# Дулкар Салман
Дулкар Салман (малаял. ദുൽഖർ സൽമാൻ, англ. Dulquer Salmaan; 28 июля 1986, Кочин, Керала, Индия) — индийский актёр, певец и бизнесмен. Сын популярного актёра на малаялам Маммутти.

## Биография
Дулкар родился 28 июля 1986 года в городе Коччи, в семье актёра Маммутти и его жены Сулфат, младший ребёнок в семье, имеет старшую сестру. Получил среднее образование в школе Сишии в Ченнаи. Затем переехал в США и получил степень бакалавра в области бизнеса в университете Пурду. После учёбы, он работал там же и в Дубае в области информационных технологий. Потом он решил начать актёрскую карьеру, и взял 3-месячный курс актёрского мастерства в школе актёрского искусства имени Барри Джона.
В 2012 году вышел фильм «Second Show», где сыграл гангстера Харилала, благодаря успеху кассовых сборов этот фильм стал дебютом в его карьере и за это он получил награду Filmfare Award South за лучшую дебютную мужскую роль.
В том же году вышел фильм «Старое кафе», который имел коммерческий успех и получил несколько наград. В том же году вышел фильм «Theevram», который стал первым провальным фильмом в карьере
В 2013 году вышел фильм «ABCD: American-Born Confused Desi», в котором он дебютировал как певец «Johnny Mone Johnny», но песня стала популярной и фильм имел коммерческий успех.
В 2014 году дебютировался в тамильском кинематографе в двуязычном фильме «Vaayai Moodi Pesavum», повторив успех отца в Колливуде, тамильская версия имела коммерческий успех, но малаялам-язычная версия фильма «Samsaaram Aarogyathinu Haanikaram» провалилась в прокате.
В 2017 году вышел фильм «Solo», где он сыграл четыре роли в четырёх новеллах
В 2018 году вышли два фильма на других языках «Mahanati» и «Karwaan», который стали для него дебютом на хинди и телугу, в одной из них он сыграл Гемини Ганесана
В 2019 году был выпущен ещё один хинди-язычный фильм The Zoya Factor, где он сыграл в паре с Сонам Капур, но фильм имел статус умеренного в кассовых сборах.

## Личная жизнь
22 декабря 2011 года Дулкар женился на архитекторе Амале Суфие, она также мусульманка из северной части страны. В 2017 году родилась дочка Марьям Амирах Салмаан

## Фильмография
| Год  |   | Русское название                              | Оригинальное название                  | Роль                                             |
| ---- | - | --------------------------------------------- | -------------------------------------- | ------------------------------------------------ |
| 2012 | ф |                                               | Second Show                            | Harilal "Lalu"                                   |
| 2012 | ф | Старое кафе / Отель «Устад»                   | Ustad Hotel                            | Файзал «Файзи» Абдул Разак                       |
| 2012 | ф |                                               | Theevram                               | Harsha Vardhan                                   |
| 2013 | ф | Азбука жизни                                  | ABCD: American-Born Confused Desi      | Джонс Исаак                                      |
| 2013 | ф | 5 красивых женщин                             | 5 Sundarikal                           | фотограф                                         |
| 2013 | ф |                                               | Neelakasham Pachakadal Chuvanna Bhoomi | Kassi                                            |
| 2013 | ф |                                               | Pattam Pole                            | Karthikeyan "Karthi"                             |
| 2014 | ф | Салон связи                                   | Salalah Mobiles                        | Афсал                                            |
| 2014 | ф | Держи язык за зубами                          | Vaayai Moodi Pesavum (там.)            | Арвинд                                           |
| 2014 | ф |                                               | Samsaaram Aarogyathinu Haanikaram      | Аравинд                                          |
| 2014 | ф | Город, где сбываются мечты / Бангалорские дни | Bangalore Days                         | Арджун «Аджу»                                    |
| 2014 | ф | Вор и полицейский                             | Vikramadithyan                         | Адитья Менон                                     |
| 2014 | ф |                                               | Njaan                                  |                                                  |
| 2014 | ф |                                               | Ravi Chandrasekhar                     |                                                  |
| 2015 | ф | Сто дней любви                                | 100 Days of Love                       | Balan K. Nair / Rocky K. Nair                    |
| 2015 | ф | Да, моя радость!                              | OK Kanmani (там.) (малаял.)            | Aditya "Aadhi" Varadarajan                       |
| 2015 | ф | В погоне за тенью / Чарли                     | Charlie                                | Чарли                                            |
| 2016 | ф | Гнев                                          | Kali                                   | Сидхартх                                         |
| 2016 | ф |                                               | Kammatipaadam                          | Krishnan                                         |
| 2017 | ф | Родня                                         | Jomonte Suvisheshangal                 | Джомон Т. Винсент                                |
| 2017 | ф |                                               | Comrade in America                     | Aji Mathew / Ajipan                              |
| 2017 | ф |                                               | Solo (там.) (малаял.)                  | Lt. Rudra Ramachandran / Siva / Shekhar / Trilok |
| 2018 | ф |                                               | Karwaan (хинди)                        | Авинаш                                           |
| 2018 | ф |                                               | Mahanati (тел.) (там.)                 | Гемини Ганесан                                   |
| 2019 | ф |                                               | Kannum Kannum Kollaiyadithaal          |                                                  |
| 2019 | ф |                                               | Oru Bhayankara Kamukan                 |                                                  |
| 2019 | ф |                                               | Sukumara Kurup                         |                                                  |